# Parectropis strandi
Parectropis strandi là một loài bướm đêm trong họ Geometridae.